# Sonata số 8 cho dương cầm (Mozart)
Bản sonata cho piano số 8 cung La thứ , K. 310/300d là một bản sonata của Wolfgang Amadeus Mozart sáng tác vào năm 1778. Tác phẩm này là bản sonata đầu tiên trong số hai bản sonata dành cho piano của Mozart được viết ở một điệu thứ (bản còn lại là số 14 cung đô thứ, K. 457). Tác phẩm được sáng tác vào mùa hè năm 1778, vào khoảng thời gian mẹ Mozart qua đời, một trong những thời điểm đen tối nhất trong cuộc đời của ông.

## Hoàn cảnh sáng tác
Có rất ít thông tin về hoàn cảnh chính xác xung quanh việc sáng tác bản sonata số 8, không giống như bản Sonata số 7 cung đô trưởng trước đó, K. 309/284b vì tác phẩm này ít được đề cập trong thư từ của ông. Bản nhạc còn sót lại của sonata số 8 được viết từ cùng một loại giấy được sử dụng cho Bản giao hưởng số 31 cung Rê trưởng, K. 297/300a mà Mozart đã mua khi ở Paris.
Bản sonata là một trong những sáng tác ít ỏi mà Mozart viết ở giọng thứ trong danh mục của Mozart. Được sáng tác cùng với Bản sonata cho vĩ cầm số 21 cung Mi thứ, K. 304/300c, có ý kiến cho rằng sự qua đời đột ngột của mẹ Mozart có thể đã dẫn đến tâm trạng u ám hơn trong những bản nhạc này.

## Cấu trúc
Tác phẩm thông thường trình diễn trong khoảng 22 phút, gồm ba chương:
1. Allegro maestoso, 4
4
2. Andante cantabile con espressione, Pha trưởng, 3
4
3. Presto, 2
4